# تشارلز تي بارني
تشارلز تي بارني (بالإنجليزية: Charles T. Barney)‏ هو مصرفي أمريكي، ولد في 27 يناير 1851، وتوفي في 14 نوفمبر 1907.